# Champion par intérim
Champion par intérim (ou intérimaire) est un titre alternatif décerné par les quatre principaux organismes de la boxe professionnelle (WBA, WBC, IBF et WBO) et dans d'autres sports de combat tels que le kickboxing et les arts martiaux mixtes.
Parfois, le champion d'une catégorie de poids particulière est temporairement incapable de défendre son titre pour des raisons médicales, légales ou autres, qui échappent au contrôle du concurrent. Lorsque ce cas se produit, deux prétendants très bien classés peuvent se battre pour un championnat provisoire de la même division de poids. Ceci conduit à l'existence de deux champions simultanément dans la même catégorie de poids. Quand le champion d'origine est en mesure de revenir, à la discrétion de l'organisme concerné, il doit défendre son titre contre le champion par intérim. Ce dernier renonce à son titre intérimaire afin de se battre pour le titre mondial complet. Si le champion d'origine ne peut pas revenir, refuse de défendre son titre ou est transféré dans une autre division de poids, le champion par intérim est alors promu au statut de championnat complet. La WBC, cependant, a commencé à attribuer des titres provisoires aux vainqueurs des combats éliminatoires finaux, signifiant effectivement une position de challenger obligatoire pour le titre mondial complet. Des exemples récents incluent les gagnants de Dillian Whyte contre Oscar Rivas et Devin Haney contre Zaur Abdullaev.